# Уздеников, Василий Васильевич
Васи́лий Васи́льевич Узде́ников (20 ноября 1919, Москва, РСФСР — 9 сентября 2008, Москва, РФ) — советский и российский нумизмат, инженер-полковник.

## Биография
Родился в Москве. Окончив в 1938 году 64-ю московскую школу, поступил на инженерный факультет Военно-воздушной академии РККА им. Н. Е. Жуковского. С началом войны академия была эвакуирована в Свердловск, где в 1942 году Уздеников закончил её экстерном. После окончания академии был направлен на Дальний Восток, где занимался техническим обслуживанием самолётов.
В 1946 году переведён в Москву, где до 1971 года служил в центральном аппарате Военно-воздушных сил СССР.
Ещё в школьные годы увлекался коллекционированием монет, а после возвращения в Москву, в 1950—1960-х годах, серьёзно увлёкся нумизматикой императорского периода России. Изучив за короткое время значительную подборку нумизматической литературы, Уздеников попытался составить собственный рукописный каталог, предназначенный для личного пользования. Однако вскоре он убедился в необходимости создания нового общедоступного каталога российских монет XVIII — начала XX веков, в котором были бы устранены ошибки предыдущих изданий и учтены новые сведения. Составляя новый каталог, Уздеников создал новую классификацию монет императорского периода. Результатом этого труда стала изданная в 1978 году в соавторстве с А. Н. Дьячковым книга «Монеты России и СССР».
С 1977 года в «Нумизматических сборниках» Государственного исторического музея регулярно публикуются статьи Узденикова, а с 1982 года он перешёл на постоянную работу в отдел нумизматики ГИМ, первоначально — хранителем, затем — главным научным сотрудником. За время работы в музее им было опубликовано несколько десятков статей и книг, посвящённых российским монетам XVIII—XX веков.

## Избранная библиография
- Монеты России и СССР (в соавторстве с А. Н. Дьячковым). — М.: Советская Россия, 1978.
- Монеты России 1700—1917. — М.: Финансы и статистика, 1985—1986.
- Эмблематика монет России чеканки 1917 г. // Деньги и кредит, 1989, № 6.
- Монеты России XVIII — начала XX века. Очерки по нумизматике. — М.: Мир Отечества, 1994.
- Геральдическое оформление российских монет 1700—1917 гг. — М.: Аксамит-Информ, 1998.

## Награды

### Государственные и ведомственные награды
- Медаль «За боевые заслуги» (1945);
- медаль «За победу над Японией» (1946);
- юбилейная медаль «30 лет Советской Армии и Флота» (1948);
- медаль «За боевые заслуги» (1949);
- орден Красной Звезды (1953);
- юбилейная медаль «40 лет Вооружённых Сил СССР» (1958);
- медаль «За безупречную службу» I степени Министерства обороны СССР (1960);
- юбилейная медаль «Двадцать лет Победы в Великой Отечественной войне 1941—1945 гг.» (1965);
- орден Красной Звезды (1968);
- юбилейная медаль «50 лет Вооружённых Сил СССР» (1968);
- юбилейная медаль «За воинскую доблесть. В ознаменование 100-летия со дня рождения Владимира Ильича Ленина» (1970);
- юбилейная медаль «Тридцать лет Победы в Великой Отечественной войне 1941—1945 гг.» (1975);
- медаль «Ветеран Вооружённых Сил СССР» (1977);
- юбилейная медаль «Сорок лет Победы в Великой Отечественной войне 1941—1945 гг.» (1985);
- юбилейная медаль «70 лет Вооружённых Сил СССР» (1988);
- медаль «В память 850-летия Москвы» (1997);
- звание Заслуженный работник культуры Российской Федерации (1998);
- премия имени И. Е. Забелина Министерства культуры РФ (1999, за книгу «Монеты России 1700—1917»);
- премия имени И. Е. Забелина Министерства культуры РФ (2000, за научные исследования, выполненные сотрудниками исторических и краеведческих музеев);
- нагрудный знак ГИМ «За заслуги» (2004);
- юбилейная медаль «60 лет Победы в Великой Отечественной войне 1941—1945 гг.» (2005)[2].

### Общественные награды
- Медаль Московского нумизматического общества «150 лет со дня рождения А. В. Орешникова» (2004);
- медаль в честь 100-летия М. А. Шолохова «За гуманизм и служение России» Российской муниципальной академии (2005);
- медаль «Памяти Е. И. Каменцевой» I степени Всероссийского геральдического общества (2006);
- медаль Ордена Золотой пчелы Всероссийского геральдического общества (2006);
- медаль «За труды» журнала «Гербовед» (2007);
- медаль «Памяти Е. И. Каменцевой» I степени Всероссийского геральдического общества (2007).
- медаль «За выдающийся вклад в развитие коллекционного дела в России» редакции газеты «Петербургский коллекционер» (2007)[2][3].